# Пираматовци
Пираматовци су насељено мјесто у Далмацији. Припадају граду Скрадину, у Шибенско-книнској жупанији, Република Хрватска.

## Географија
Налазе се између Скрадина и Бенковца.

## Историја
Пираматовци су се од распада Југославије до августа 1995. године налазили у Републици Српској Крајини. До територијалне реорганизације у Хрватској насеље се налазило у саставу бивше велике општине Шибеник.

## Култура
У Пираматовцима се налази римокатоличка црква Св. Рока.

## Становништво
Према попису становништва из 2001. године, Пирматовци су имали 341 становника. Пираматовци су према попису становништва из 2011. године имали 275 становника.
| Демографија | Демографија | Демографија |
| Година      | Становника  | Становника  |
| ----------- | ----------- | ----------- |
| 1961.       | 566         |             |
| 1971.       | 613         |             |
| 1981.       | 517         |             |
| 1991.       | 484         |             |
| 2001.       | 341         |             |
| 2011.       |             | 275         |

## Попис 1991.
На попису становништва 1991. године, насељено место Пираматовци је имало 484 становника, следећег националног састава:
| Попис 1991.‍  | Попис 1991.‍  | Попис 1991.‍ | Попис 1991.‍ | Попис 1991.‍ |
| ------------ | ------------ | ----------- | ----------- | ----------- |
|              |              |             |             |             |
| Хрвати       | Хрвати       |             | 453         | 93,59%      |
| Срби         | Срби         |             | 23          | 4,75%       |
| Југословени  | Југословени  |             | 4           | 0,82%       |
| регион. опр. | регион. опр. |             | 3           | 0,61%       |
| непознато    | непознато    |             | 1           | 0,20%       |
| укупно: 484  |              |             |             |             |

## Презимена
- Братић — Римокатолици
- Бура — Римокатолици
- Галић — Римокатолици
- Зељак — Римокатолици
- Маретић — Римокатолици
- Павић — Православци
- Пипунић — Римокатолици
- Подруг — Римокатолици
- Тишма — Православци
- Топчић — Римокатолици
- Цероња — Римокатолици
- Шакић — Римокатолици